# Alexandru Șimon
Alexandru Șimon (n. 1873, Sângeorgiu de Câmpie – d. 18 februarie 1951, Sângeorgiu de Câmpie) a fost învățător și deputat în Marea Adunare Națională de la Alba Iulia, organismul legislativ reprezentativ al „tuturor românilor din Transilvania, Banat și Țara Ungurească”, cel care a adoptat hotărârea privind Unirea Transilvaniei cu România, la 1 decembrie 1918.

## Biografie
Alexandru Șimon a studiat la Institutul Teologic-Pedagogic din Blaj și a devenit învățător în Sângeorgiu de Câmpie. A fost membru al Despârțământului Mociu, apoi Târgu-Mureș ASTRA.

## Activitate politică

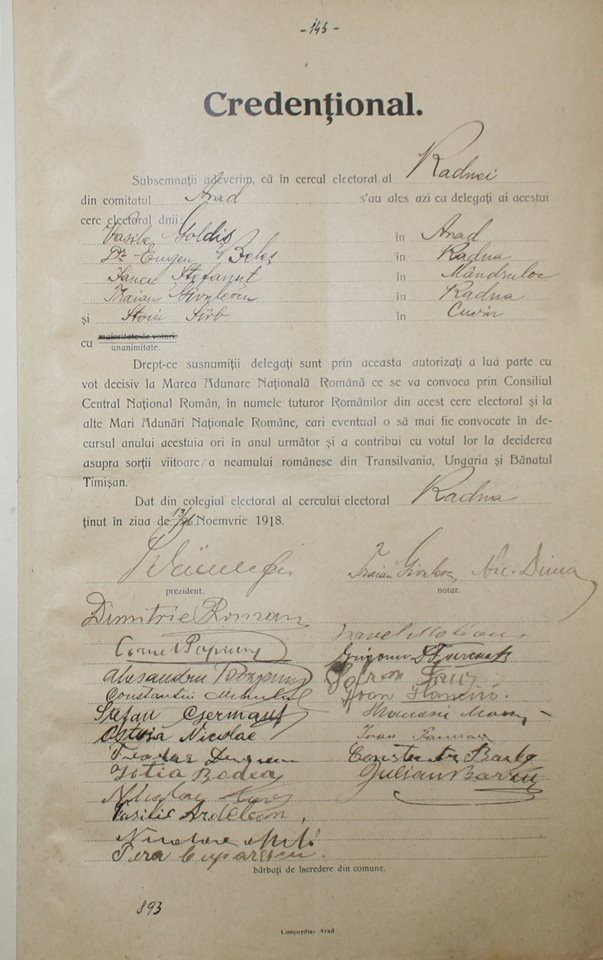
Credențional

A participat la Marea Adunare Națională de la Alba Iulia din 1918 în calitate de delegat de drept al Reuniunii Învățătorilor Greco-Catolici din Pogăceaua. După 1918 a fost membru al Partidului Poporului, fiind ales deputat în perioada 1920-1922.